# Cheylard (Fluss)
Der Cheylard (im Oberlauf: Mercoire) ist ein Fluss in Frankreich, der im Département Lozère in der Region Okzitanien verläuft. Er entspringt in den nördlichen Cevennen, beim Gipfel Moure de la Gardille, im Gemeindegebiet von Saint-Frézal-d’Albuges, entwässert generell Richtung Nord bis Nordost und mündet nach rund 10 Kilometern bei der Moulin des Huttes, im Gemeindegebiet von Cheylard-l’Évêque, als linker Nebenfluss in den Langouyrou.

## Orte am Fluss
- Cheylard-l’Évêque
- Laubarnès, Gemeinde Cheylard-l’Évêque